# San Giusto d'Oro
Il San Giusto d'Oro è un riconoscimento dell’Assostampa Friuli Venezia Giulia e dei Cronisti Giuliani a personaggi o realtà che si sono distinti per aver portato alto e dato lustro al nome della città di Trieste in Italia e nel mondo. È promosso dal Comune di Trieste, con il contributo della Fondazione CRTrieste, che mette a disposizione ogni anno la statuetta opera dello scultore Tristano Alberti.

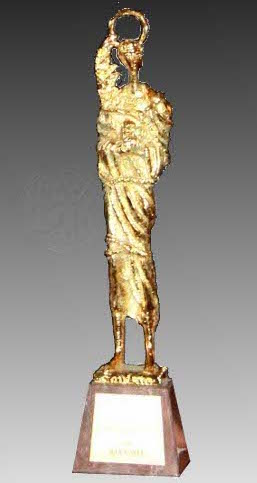
La statuetta del San Giusto d'Oro

## Storia
Il San Giusto d'Oro fu istituito nel 1967 da Ranieri Ponis, neo presidente del Gruppo giuliano cronisti dell'Associazione stampa giuliana.
Il 3 novembre – festa del Patrono – sarebbe stato annunciato il vincitore. È stato quindi contattato lo scultore triestino Tristano Alberti e gli è stato commissionato un San Giusto per l'occasione. Il sindaco di allora, Marcello Spaccini, ha accolto con entusiasmo l'iniziativa dei cronisti e ha concesso loro, per la cerimonia annuale, la Sala Consiliare del Municipio, in piazza dell'Unità d'Italia: una tradizione che è sempre stata mantenuta. Per assegnare il premio, da qualche anno il consiglio direttivo dell’Assostampa Fvg prima effettua una selezione dei candidati e poi passa alla decisione.

## I vincitori
Nel lungo elenco dei prestigiosi premiati del San Giusto d'Oro figurano:
- 1967: Pietro Valdoni, chirurgo
- 1968: Doro Levi, archeologo
- 1969: Leonor Fini, pittrice
- 1970: Trio di Trieste
- 1971: Giorgio Strehler, regista
- 1972: Brenno Babudieri, medico ricercatore
- 1973: Raffaello de Banfield, compositore
- 1974: Paolo Budinich, fisico
- 1975: Giorgio Pilleri, scienziato
- 1976: Pierpaolo Luzzatto Fegiz, economista
- 1977: Lojze Spacal, pittore
- 1978: Giorgio Bugliarello, bioingeniere
- 1979: Piero Cappuccilli, cantante lirico
- 1980: Marcello Mascherini, scultore
- 1981: Diego De Castro, storico
- 1982: Franco Gulli, violinista
- 1983: Ottavio Missoni, stilista
- 1984: Claudio Magris, germanista
- 1985: Livio Paladin, giurista
- 1986: Fulvio Camerini, cardiologo
- 1987: Leo Castelli, gallerista
- 1988: Assicurazioni Generali
- 1989: Gillo Dorfles, critico d'arte
- 1990: Mila Schön, stilista
- 1991: Lelio Luttazzi, musicista
- 1992: Giorgio Voghera, scrittore
- 1993: Luciano Fonda, fisico
- 1994: Cesare Rubini, campione sportivo
- 1995: Claudio Erbsen, vicepresidente di Associated Press
- 1996: Collegio del Mondo Unito dell'Adriatico
- 1997: Boris Podrecca, architetto
- 1998: Tommaso Padoa-Schioppa, eurobanchiere
- 1999: Franco Gutti, Assicurazioni Generali
- 2000: Fedora Barbieri, cantante lirica
- 2001: Barcolana
- 2002: Amos Luzzatto, presidente delle Comunità Ebraiche
- 2003: Boris Pahor, scrittore
- 2004: Manlio Cecovini, scrittore
- 2005: Raffaella Curiel, stilista
- 2006: Marzio Babille, medico UNICEF
- 2007: Daniela Barcellona, cantante lirica
- 2008: Eugenio Ravignani, vescovo
- 2009: Bruno Chersicla, pittore
- 2010: IllyCaffè
- 2011: Mauro Giacca, scienziato
- 2012: Coro Antonio Illesberg
- 2013: Susanna Tamaro, scrittrice
- 2014: Ariella Reggio, attrice
- 2015: Mario Vatta, sacerdote
- 2016: Psichiatria Triestina, nel ricordo di Franco Basaglia
- 2017: Fondazione Luchetta Ota D'Angelo Hrovatin
- 2018: Comunità ebraica di Trieste
- 2019: Zeno D'Agostino, presidente dell'Autorità portuale dell'Adriatico orientale
- 2020: Andrea Segrè, professore di politica agraria
- 2021: Barbara Franchin, fondatrice di ITS (International Talent Support)
- 2022: Gianfranco Sinagra, cardiologo
- 2023: Università degli Studi di Trieste
- 2024: Enrico Samer

Riconoscimenti straordinari e targhe speciali stati assegnati inoltre ai Giuliani d'Australia, all'Associazione Triestini e Goriziani in Roma, a Mario Suban, Mario Luzzatto Fegiz, Luciano Ceschia, Giovanna Botteri, Omar Monestier e Andreina Contessa.